# Sencha
El Sencha (煎茶?) es un té verde japonés que se elabora sin triturar las hojas. Algunas variedades se expanden cuando se remojan hasta parecer brotes en olor, apariencia y sabor.
Sencha significa literalmente ‘té cocido’, pero su proceso de fabricación difiere al de los tés verdes chinos, que inicialmente se tuestan en sartén (y probablemente podrían llamarse más correctamente tés «tostados»). El té verde japonés se cuece primero unos 15–45 segundos para evitar la oxidación de las hojas. Entonces estas se enrollan, dándoles la acostumbrada forma cilíndrica, y se secan. Por último, tras el secado, las hojas se tuestan para ayudar a su conservación y añadirles sabor.
El paso de cocción al vapor inicial da un sabor diferente al té japonés respecto al chino, teniendo el primero un sabor más vegetal, casi a hierba (algunos saben parecido a un alga). Las infusiones de Sencha y otros tés verdes vaporizados (como lo son la mayoría de tés verdes japoneses) tienen también un color más verde y un sabor ligeramente más amargo que los tés verdes chinos.
El Sencha es muy popular en Japón, tomándose caliente en los meses más fríos y normalmente enfriado en los meses de verano. Representa alrededor de un 80% del té producido en ese país.
Su sabor depende de la temporada y lugar donde es producido, pero el "shincha" o "té nuevo" de la primera cosecha del año es considerado el más delicioso. La cosecha del té en Japón comienza en el sur y gradualmente se mueve hacia el norte con la calidez de la primavera. Durante el invierno, las plantas de té acumulan nutrientes, y las nuevas hojas tiernas que brotan en la primavera contienen nutrientes concentrados. El shincha representa estas hojas tiernas  nuevas. La temporada del shincha, que depende de la región de la plantación, es desde principios de abril hasta finales de mayo, específicamente el día número 88 después del Setsubun que suele ser alrededor del 4 de febrero y tradicionalmente se considera el comienzo de la primavera en Japón.

## Shincha
El Shincha o "té nuevo" es también conocido como el "ichibancha" ("la primera cosecha de té"), y se caracteriza por su aroma fresco y dulce. El uso del término representa la cosecha del primer mes. El uso del término "shincha" enfatiza que es el té de la primera cosecha y es de temporada.  El término opuesto es "kocha" o té viejo, que se refiere a te que quedó del año pasado.  Además del aroma fresco de las hojas, shincha se caracteriza por su contenido relativamente bajo de cafeína, y alto contenido de aminoácidos. Shincha sólo se encuentra disponible por tiempo limitado y su distribución fuera del Japón es también limitada.